# Veropharm
Верофарм — російська фармацевтична компанія, виробник ліків. Повне найменування — відкрите Акціонерне товариство «ВЕРОФАРМ».

## Акціонери
Статутний капітал розділений на 10 000 000 іменних акцій, номінальною вартістю 1 рубль кожна.
Основним акціонером компанії є хіміко-фармацевтична корпорація Abbott. Через материнську компанію «ВЕРОФАРМ» — ТОВ «ГарденХиллс» — Abbott належить 98,3 % акцій.

## Дочірні компанії
«ВЕРОФАРМ» належать три заводи:
- Воронезький хіміко-фармацевтичний завод
- Білгородське підприємство з виготовлення готових лікарських форм
- Завод «ВЕРОФАРМ» в п. Вольгинский Володимирській області.

## Діяльність
Основною продукцією компанії є дженерики, онкологічні препарати і медичні пластирі.